# Гертруда фон Комбург
Гертруда фон Комбург (на немски: Gertrud von Comburg; * ок. 1095, † 1130/1131) е благородничка, първата съпруга на крал Конрад III (упр. 1138 – 1152) от династията Хоенщауфен.

## Живот
Гертруда е дъщеря на Хайнрих граф фон Комбург и Ротенбург, и на съпругата му Геба, дъщеря на граф Ебо фон Мергентхайм.
Тя се омъжва ок. 1115 г. за Конрад III (1093 – 1152), син на Фридрих I, първият херцог на Швабия, и на Агнес от Вайблинген. Той е херцог на Франкония (1116 – 1120), немски крал (1138 – 1152).
Гертруд фон Комбург умира през 1130/1131 г. и е погребана в бенедиктанското абатство Лорх. Конрад III се жени през 1131/1132 г. за Гертруда фон Зулцбах.

## Деца
- Агнес фон Щауфен, омъжена за Изяслав II
- Берта фон Щауфен, омъжена пр. 1134 г. за маркграф Херман III фон Баден, абатеса в Ерщай 1153.
- Гертруда фон Щауфен